# Kim Won-jung
Kim Won-jung (* 18. Dezember 1984 in Seoul) ist ein ehemaliger südkoreanischer Eishockeyspieler, der den Großteil seiner Karriere bei Anyang Halla in der Asia League Ice Hockey unter Vertrag stand. Er gewann mit dem Klub fünfmal die Asia League.

## Karriere
Kim Won-jung begann seine Karriere als Eishockeyspieler in der Mannschaft der Kyung Bok Highschool. Als 19-Jähriger wechselte er für drei Jahre zum Team der Korea University. Dort wurde der Anyang Halla, eine der beiden damaligen südkoreanischen Mannschaften in der Asia League Ice Hockey auf ihn aufmerksam und verpflichtete ihn 2006. Nachdem er im ersten Jahr noch überhaupt nicht eingesetzt worden war, lief er seit 2007 mehr als 200 Mal für sein Team in der Asia-League auf. Sowohl 2010 als auch 2011 konnte er mit seinem Team die Meisterschaft dieser Liga mit Teams aus China, Japan und Südkorea erringen. 2013 verließ er Anyang Halla und spielte eine Spielzeit für Daemyung Sangmu, die neugebildete dritte südkoreanische Mannschaft in der Asia League Ice Hockey. Bereits nach einer Saison kehrte er nach Anyang zurück und gewann mit dem Klub 2016, 2017 und 2018 erneut die Asia League. 2018 war er wertvollster Spieler der Playoffs der Asia League.

### International
Für Südkorea nahm Kim Won-jung an der U18-Weltmeisterschaft 2002, die die Südkoreaner unangefochten mit vier zweistelligen Siegen in vier Spielen gewannen, in der Division III und der U20-Weltmeisterschaft 2004 in der Division II teil. 
Bei der Weltmeisterschaft 2008 Kim sein Debüt in der südkoreanischen Herren-Mannschaft, konnte jedoch den Abstieg aus der Division I auch nicht verhindern. Aber bereits ein Jahr später trugen seine beiden Tore zum Wiederaufstieg bei. Diesmal lief es für die Asiaten besser, denen durch ein 5:2 im abschließenden Spiel gegen Kroatien, zu dem auch Kim ein Tor beisteuerte, bei den Titelkämpfen 2010 erstmals der Klassenerhalt in der Division I gelang. Auch 2011 und 2012 vertrat Kim sein Land erneut bei den Weltmeisterschaften. Dabei war er 2012 gemeinsam mit den beiden Polen Marcin Kolusz und Leszek Laszkiewicz zweitbester Torschütze hinter dem Niederländer Diederick Hagemeijer. Nach dem Aufstieg durch ein 3:2 gegen Gastgeber Polen, bei dem Kim den 1:2-Anschlusstreffer für seine Farben erzielte, spielte Südkorea bei der folgenden Weltmeisterschaft 2013 erstmals in der A-Gruppe Division I. Eines seiner beiden Tore erzielte er beim Spiel gegen Ungarn, das die Südkoreaner nach einem 1:4-Rückstand nach zwei Dritteln noch mit 5:4 nach Penalty-Schießen gewinnen konnte. Sein zweiter Treffer gelang ihm bei der 2:4-Niederlage gegen den späteren Aufsteiger Kasachstan. Bei der Heim-WM 2014 in Goyang stand er ebenfalls auf dem Eis, musste aber mit seiner Mannschaft nach fünf Niederlagen in fünf Spielen den Abstieg in die B-Gruppe der Division I hinnehmen. Nach dem Wiederaufstieg 2015, an dem Kim nicht beteiligt war, gelang ihm mit seiner Mannschaft bei der Weltmeisterschaft 2016 durch Erfolge gegen Polen und Japan der Klassenerhalt in der A-Gruppe der Division I. 2017 gelang dann sogar der erstmalige Aufstieg in die Top-Division, in der Kim mit seiner Mannschaft bei der Weltmeisterschaft 2018 spielte und den sofortigen Wiederabstieg hinnehmen musste, weswegen er 2019 erneut in der Division I spielte.
Bei den Asienspielen 2011 gewann er mit der südkoreanischen Mannschaft hinter Kasachstan und Japan die Bronzemedaille. Zudem nahm er an der im November 2012 in Nikkō ausgetragenen Ersten Runde der Olympiaqualifikation für die Spiele in Sotschi 2014 teil. Dort gelang den Südkoreanern zum Auftakt zwar ein 5:4-Sieg nach Penaltyschießen gegen Großbritannien, zu dem Kim drei Tore beitrug, die Briten erreichten jedoch die nächste Runde, da Südkorea im zweiten Spiel gegen den asiatischen Kontrahenten Japan eine 2:3-Niederlage nach Verlängerung hinnehmen musste. Bei den Winter-Asienspielen 2017 belegte er mit den Südkoreanern Platz zwei hinter Kasachstan. Auch bei den Winterspielen 2018 im heimischen Pyeongchang stand er für seine Farben auf dem Eis.

## Erfolge und Auszeichnungen
- 2010 Gewinn der Asia League Ice Hockey mit Anyang Halla
- 2011 Gewinn der Asia League Ice Hockey mit Anyang Halla
- 2016 Gewinn der Asia League Ice Hockey mit Anyang Halla
- 2017 Gewinn der Asia League Ice Hockey mit Anyang Halla
- 2018 Gewinn der Asia League Ice Hockey mit Anyang Halla
- 2018 Wertvollster Spieler der Asia-League-Playoffs

### International
- 2002 Aufstieg in die Division II bei der U18-Weltmeisterschaft der Division II
- 2009 Aufstieg in die Division I bei der Weltmeisterschaft der Division II, Gruppe B
- 2011 Bronzemedaille bei den Winter-Asienspielen
- 2012 Aufstieg in die Division I, Gruppe A, bei der Weltmeisterschaft der Division I, Gruppe B
- 2017 Silbermedaille bei den Winter-Asienspielen
- 2017 Aufstieg in die Top-Division bei der Weltmeisterschaft der Division I, Gruppe A

## Asia-League-Statistik
(Stand: Ende der Saison 2018/19)